# Artie, the Millionaire Kid
Artie, the Millionaire Kid  è un film muto del 1916 diretto da Harry Handworth.
Il soggetto è tratto da Artie, un lavoro teatrale dello scrittore e commediografo George Ade.

## Trama
Dopo essere stato espulso dal college, Artie Hamilton annuncia al padre furibondo che riuscirà entro un anno a guadagnare tanti di quei soldi da poter comperare la ferrovia del genitore.
Trovatosi un lavoro, Artie si innamora a prima vista di una ragazza, Annabelle Willowby. Scopre però di avere un rivale in Uriah Updike, sui terreni del quale suo padre intende costruire una linea ferroviaria. Updike vuole guadagnarsi il cuore di Annabelle e il consenso del signor Willowby promettendo a quest'ultimo la metà della sua fortuna.
Artie organizza un piano per vincere sia la sfida che lanciata a suo padre, sia per mettere all'angolo Updike. Trova un alleato in un compagno di college che, travestito da donna, si finge una ricca vedova. La "vedova" coinvolge in una storia d'amore Updike e lo convince a vendere i suoi terreni a un gruppo finanziario di cui fa parte Artie e il padre di Annabelle.
Con in mano la proprietà dei terreni, Artie li rivende a suo padre che è costretto a versargli un milione di dollari per entrarne in possesso. Annabelle, scoperto che Artie non è interessato alla "vedova" - di cui la ragazza era gelosa - può accettare la proposta di matrimonio del suo corteggiatore.

## Produzione
Il film fu prodotto dalla Vitagraph Company of America.

## Distribuzione
Distribuito dalla V-L-S-E, il film uscì nelle sale cinematografiche statunitensi il 17 aprile 1916, poco dopo la morte del regista Harry Handworth, scomparso in febbraio.